# Dent de Perroc
La dent de Perroc est un sommet des Alpes situé en Suisse, dans le canton du Valais. Elle culmine à 3 676 mètres d'altitude.

## Toponymie
Perroc désigne un endroit pierreux, d'après un lieu-dit dans la vallée de Ferpècle. Le sommet s'appelait auparavant Lex blava, la « paroi grisâtre ».

## Situation
La dent de Perroc se trouve dans les Alpes valaisannes, dans le val d'Hérens. La Borgne y coule du sud vers le nord. La dent de Perroc se trouve dans la partie amont du val d'Hérens, donc dans sa partie sud. Elle sépare le val d'Arolla (à l'ouest) de la vallée de Ferpècle à l'est.

## Première ascension
La dent de Perroc a été gravie pour la première fois  le 31 août 1871 par A.B. Hamilton, W.R. Rickman, Jean Anzévui et Jean Vuignier.